# Pohlia trematodontea
Pohlia trematodontea är en bladmossart som beskrevs av Brotherus 1903. Pohlia trematodontea ingår i släktet nickmossor, och familjen Bryaceae. Inga underarter finns listade i Catalogue of Life.